# Husby-Långhundra landskommun
Husby-Långhundra landskommun var en tidigare kommun i Stockholms län. 

## Administrativ historik
Landskommunen bildades 1863 ur Husby-Långhundra socken i Långhundra härad i Uppland. Den 1 januari 1886 (enligt beslut den 17 april 1885) ändrades namnet från Husby landskommun till Husby-Långhundra landskommun. Innan ändringen hade dock bruket av namnet Husby-Långhundra redan förekommit.
Vid kommunreformen 1952 uppgick denna landskommun i Skepptuna landskommun. Denna upplöstes 1967 då detta område överfördes till Knivsta landskommun  som 1971 uppgick i Uppsala kommun, men bröts ur därifrån 2003 och bildade då Knivsta kommun.